# پریانکا بوس
پریانکا بوس (به انگلیسی: Priyanka Bose) بازیگر هندی است.
از فیلم‌های معروف او می‌توان به بازی در فیلم شیر، بیمارستان گود کارما، فانی، بانوی قاتل و باند گلاب اشاره کرد.